# Associazione Calcio Venezia 1962-1963
Questa voce raccoglie le informazioni riguardanti l'Associazione Calcio Venezia nelle competizioni ufficiali della stagione 1962-1963.

## Rosa
| N. |                   | Ruolo | Calciatore        |
| -- | ----------------- | ----- | ----------------- |
|    | Italia (bandiera) | P     | Giovanni Bubacco  |
|    | Italia (bandiera) | P     | Enzo Magnanini    |
|    | Italia (bandiera) | D     | Mario Ardizzon    |
|    | Italia (bandiera) | D     | Sergio Carantini  |
|    | Italia (bandiera) | D     | Claudio Azzali    |
|    | Italia (bandiera) | D     | Gianni Grossi     |
|    | Italia (bandiera) | D     | Antonio De Bellis |
|    | Italia (bandiera) | C     | Sergio Frascoli   |
|    | Italia (bandiera) | C     | Mario Tesconi     |
|    | Italia (bandiera) | C     | Bruno Mazzia      |
|    | Italia (bandiera) | C     | Marcello Neri     |

| N. |                    | Ruolo | Calciatore              |
| -- | ------------------ | ----- | ----------------------- |
|    | Italia (bandiera)  | C     | Gianfranco De Marchi    |
|    | Turchia (bandiera) | A     | Can Bartu               |
|    | Italia (bandiera)  | A     | Gino Raffin             |
|    | Italia (bandiera)  | A     | Silvano Mencacci        |
|    | Spagna (bandiera)  | A     | Juan Santisteban        |
|    | Italia (bandiera)  | A     | Angelo Pochissimo       |
|    | Italia (bandiera)  | A     | Franco Dori             |
|    | Italia (bandiera)  | A     | Giorgio Stivanello      |
|    | Brasile (bandiera) | A     | Antonio Roberto Camatta |
|    | Italia (bandiera)  | A     | Nerio Magrini           |
|    | Italia (bandiera)  | A     | Remo Frazzetto          |

## Risultati

### Serie A

#### Girone di andata
| 16 settembre 1962 1ª giornata | Milan | 3 – 3 | Venezia |  |

| 23 settembre 1962 2ª giornata | Venezia | 0 – 3 | Bologna |  |

| 30 settembre 1962 3ª giornata | Genoa | 2 – 0 | Venezia |  |

| 7 ottobre 1962 4ª giornata | Atalanta | 2 – 2 | Venezia |  |

| 14 ottobre 1962 5ª giornata | Venezia | 4 – 1 | Mantova |  |

| 21 ottobre 1962 6ª giornata | Catania | 3 – 2 | Venezia |  |

| 28 ottobre 1962 7ª giornata | Venezia | 4 – 1 | Modena |  |

| 1 novembre 1962 8ª giornata | Torino | 1 – 0 | Venezia |  |

| 8 novembre 1962 9ª giornata | Inter | 2 – 0 | Venezia |  |

| 18 novembre 1962 10ª giornata | Venezia | 1 – 1 | Napoli |  |

| 25 novembre 1962 11ª giornata | Venezia | 0 – 1 | Palermo |  |

| 9 dicembre 1962 12ª giornata | Lanerossi Vicenza | 0 – 0 | Venezia |  |

| 16 dicembre 1962 13ª giornata | Venezia | 2 – 0 | Sampdoria |  |

| 23 dicembre 1962 14ª giornata | Venezia | 0 – 1 | SPAL |  |

| 30 dicembre 1962 15ª giornata | Venezia | 0 – 3 | Fiorentina |  |

| 6 gennaio 1963 16ª giornata | Juventus | 2 – 1 | Venezia |  |

| 13 gennaio 1963 17ª giornata | Roma | 2 – 2 | Venezia |  |

#### Girone di ritorno
| 20 gennaio 1963 18ª giornata | Venezia | 0 – 2 | Milan |  |

| 27 gennaio 1963 19ª giornata | Bologna | 0 – 0 | Venezia |  |

| 3 febbraio 1963 20ª giornata | Venezia | 0 – 0 | Genoa |  |

| 10 febbraio 1963 21ª giornata | Venezia | 1 – 0 | Atalanta |  |

| 17 febbraio 1963 22ª giornata | Mantova | 2 – 0 | Venezia |  |

| 24 febbraio 1963 23ª giornata | Venezia | 2 – 1 | Catania |  |

| 3 marzo 1963 24ª giornata | Modena | 2 – 1 | Venezia |  |

| 10 marzo 1963 25ª giornata | Venezia | 1 – 1 | Torino |  |

| 17 marzo 1963 26ª giornata | Venezia | 0 – 2 | Inter |  |

| 31 marzo 1963 27ª giornata | Napoli | 1 – 0 | Venezia |  |

| 7 aprile 1963 28ª giornata | Palermo | 2 – 1 | Venezia |  |

| 14 aprile 1963 29ª giornata | Venezia | 1 – 2 | Lanerossi Vicenza |  |

| 21 aprile 1963 30ª giornata | Sampdoria | 3 – 1 | Venezia |  |

| 28 aprile 1963 31ª giornata | SPAL | 1 – 1 | Venezia |  |

| 5 maggio 1963 32ª giornata | Fiorentina | 1 – 4 | Venezia |  |

| 19 maggio 1963 33ª giornata | Venezia | 1 – 2 | Juventus |  |

| 26 maggio 1963 34ª giornata | Venezia | 1 – 1 | Roma |  |

## Statistiche

### Statistiche di squadra
| Competizione | Punti | In casa | In casa | In casa | In casa | In casa | In casa | In trasferta | In trasferta | In trasferta | In trasferta | In trasferta | In trasferta | Totale | Totale | Totale | Totale | Totale | Totale | DR  |
| Competizione | Punti | G       | V       | N       | P       | Gf      | Gs      | G            | V            | N            | P            | Gf           | Gs           | G      | V      | N      | P      | Gf     | Gs     | DR  |
| ------------ | ----- | ------- | ------- | ------- | ------- | ------- | ------- | ------------ | ------------ | ------------ | ------------ | ------------ | ------------ | ------ | ------ | ------ | ------ | ------ | ------ | --- |
| Serie A      | 22    | 17      | 5       | 4       | 8       | 18      | 22      | 17           | 1            | 6            | 10           | 18           | 29           | 34     | 6      | 10     | 18     | 36     | 51     | -15 |
| Coppa Italia |       | -       | -       | -       | -       | -       | -       | 2            | 1            | 0            | 1            | 4            | 5            | 2      | 1      | 0      | 1      | 4      | 5      | -1  |
| Totale       |       | 17      | 5       | 4       | 8       | 18      | 22      | 19           | 2            | 6            | 11           | 22           | 34           | 36     | 7      | 10     | 19     | 40     | 56     | -16 |

### Statistiche dei giocatori
| Giocatore      | Serie A  | Serie A | Coppa Italia | Coppa Italia | Totale   | Totale |
| Giocatore      | Presenze | Reti    | Presenze     | Reti         | Presenze | Reti   |
| -------------- | -------- | ------- | ------------ | ------------ | -------- | ------ |
| M. Ardizzon    | 32       | 0       | 2            | 0            | 34       | 0      |
| C. Azzali      | 30       | 5       | 2            | 0            | 32       | 5      |
| C. Bartu       | 29       | 8       | 2            | 2            | 31       | 10     |
| G. Bubacco     | 18       | -24     | 1            | 0            | 19       | -24    |
| A. Camatta     | 3        | 0       | -            | -            | 3        | 0      |
| S. Carantini   | 31       | 0       | 2            | 0            | 33       | 0      |
| A. De Bellis   | 25       | 0       | 2            | 0            | 27       | 0      |
| G. De Marchi   | 2        | 0       | -            | -            | 2        | 0      |
| F. Dori        | 7        | 3       | 1            | 0            | 8        | 3      |
| S. Frascoli    | 28       | 0       | 2            | 0            | 30       | 0      |
| R. Frazzetto   | 1        | 0       | -            | -            | 1        | 0      |
| G. Grossi      | 28       | 1       | 2            | 0            | 30       | 1      |
| E. Magnanini   | 16       | -25     | 2            | -5           | 18       | -30    |
| N. Magrini     | 1        | 0       | -            | -            | 1        | 0      |
| B. Mazzia      | 13       | 0       | -            | -            | 13       | 0      |
| S. Mencacci    | 16       | 3       | 1            | 0            | 17       | 3      |
| M. Neri        | 11       | 0       | -            | -            | 11       | 0      |
| A. Pochissimo  | 12       | 1       | 1            | 0            | 13       | 1      |
| G. Raffin      | 29       | 11      | 2            | 2            | 31       | 13     |
| J. Santisteban | 13       | 0       | 1            | 0            | 14       | 0      |
| G. Stivanello  | 7        | 2       | -            | -            | 7        | 2      |
| M. Tesconi     | 22       | 2       | 1            | 0            | 23       | 2      |